# 雁翼
雁翼（1927年—2009年），原名颜鸿林（一作颜洪林），男，直隶馆陶人，中国诗人。曾任曾任《星星》诗刊、《四川文学》主编。